# Colobosauroides
Colobosauroides är ett släkte av ödlor. Colobosauroides ingår i familjen Gymnophthalmidae.
Kladogram enligt Catalogue of Life:
| Colobosauroides | \| \| Colobosauroides carvalhoi \| \| \| \| \| \| Colobosauroides cearensis \| \| \| \| |
|                 | \| \| Colobosauroides carvalhoi \| \| \| \| \| \| Colobosauroides cearensis \| \| \| \| |
|                 | Colobosauroides carvalhoi                                                               |
|                 |                                                                                         |
|                 | Colobosauroides cearensis                                                               |
|                 |                                                                                         |